# Станко Анастасія Романівна
Анастасія Романівна Станко (нар. 8 серпня 1986, с. Нижнів, Тлумацький район, Івано-Франківська область, УРСР) — українська телеведуча та журналістка, воєнна кореспондентка. Головна редакторка агенції журналістських розслідувань «Слідство.Інфо» із 2023 року. Тривалий час працювала на Громадському телебаченні, зокрема у 2020—2021 роках була його головною редакторкою.

## Життєпис
Закінчила Львівський національний університет імені Івана Франка. Була журналісткою «Першого Національного телеканалу», а також телеканалу «ТВі». Пластунка та учасниця руху «Стоп цензурі».
Із 2014 року працювала на Громадському телебаченні, висвітлювала події Євромайдану та російсько-українську війну.
14 червня 2014 року журналістку близько 12.30 затримали російські прикордонники в українському селі Мілове на Луганщині, що на кордоні з Російською Федерацією. Настя готувала включення в прямий ефір.
30 червня 2014 року увечері була захоплена терористами разом з оператором Іллею Безкоровайним на Луганщині під час виконання професійних обов'язків, де вони перебували у підвалі однієї з будівель в центрі Луганська. Журналістка категорично відмовилася давати інтерв'ю російським ЗМІ. 2 липня 2014 журналісти були звільнені з полону.
У липні 2016-го пресцентр штабу АТО оприлюднив звернення до СБУ з вимогою позбавлення акредитації Станко та Костянтина Рєуцького через відеооприлюднення позицій ЗСУ у промзоні Авдіївки. Акредитацію призупинили на період з 11 липня по 29 серпня. Попри домовленість, що була досягнута на медіації між сторонами за участю представників ОБСЄ, ні АТЦ при СБУ ані МОУ не подали спростування недостовірної інформації про журналістів, після чого Громадське звернулось до суду.
5 серпня 2020 року Настя Станко стала головною редакторкою об'єднаної редакції «Hromadske.tv». Займала цю посаду до липня 2021 року, коли покинула Громадське, посилаючись на сімейні причини.
На початку російського повномасштабного вторгнення 2022 року, незадовго після народження дитини, повернулася до журналістики і висвітлювала війну у співпраці з Громадським. За півтора роки Станко зробила низку репортажів із прифронтових територій, зокрема Бахмута, Херсона, Ізюма, Куп'янська та Лимана.
У червні 2023 року очолила редакцію агенції журналістських розслідувань «Слідство.Інфо».

## Нагороди та досягнення
- Фільм «Битва за „Жовтень“», в якому Анастасія Станко разом з актором Олександром Жеребком зіграли головні ролі — став фіналістом програми «My Street Films» Міжнародного фестивалю кіно та урбаністики «86» в 2015 році[15][16].
- 18 жовтня 2020 р. журнал «Фокус» оприлюднив список 100 найвпливовіших жінок України. Анастасія Станко увійшла до цього переліку та зайняла у ньому 63-ю сходинку.[17]

Нагороди:
- Міжнародна премія за свободу преси[en] (2018)[18]
- Нагорода за відвагу від Міжнародного жіночого медіафонду[en][19][20]
- Станом на 2023 чотири роки поспіль ставала фіналісткою журналістського конкурсу «Честь професії» в Україні[1].

## Особисте життя
Колишній чоловік Володимир Антонюк — учасник патріотичних організацій, Майдану та війни на сході України.
27 липня 2020 року Настя Станко одружилася з Іллею Безкоровайним. Для Насті це другий шлюб.